# پارچه‌خلج
پارچه‌خلج (به ترکی آذربایجانی: Parça Xələc) یک منطقهٔ مسکونی در جمهوری آذربایجان است که در شهرستان سالیان واقع شده‌است. پارچه‌خلج ۱٬۴۴۰ نفر جمعیت دارد.